# ジョン・ピーター・ラッセル
ジョン・ピーター・ラッセル（John Peter Russell、1858年6月16日 - 1930年4月22日）は、オーストラリア出身の印象派の画家。

## 生涯
ジョン・ピーター・ラッセルは、1858年、シドニー東郊のダーリングハーストで生まれた。父ジョン・ラッセルはスコットランドの技師であり、小さい時にオーストラリアに渡り、兄の経営するエンジニア工場P・N・ラッセル社に加わった。母シャルロット・エリザベス（旧姓ニコル）はロンドン生まれの女性である。ジョン・ピーターはその4人兄弟の長子である。
ジョン・ピーターは、弟のパーシー（後に画家）とともにニューサウスウェールズ州のゴールバーン校に通った。18歳の時から、イングランド・リンカンのエンジニア会社ロビー社で徒弟として働き、技師としての技術を身につけた。他方、子供の時から絵への興味を持ち続け、靄の中のリンカン大聖堂を水彩で描いている。

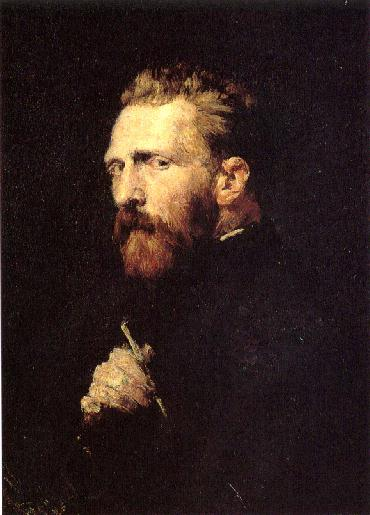
ジョン・ピーター・ラッセルによるフィンセント・ファン・ゴッホの肖像画（1886年、ゴッホ美術館）。

1877年、父ジョンはシドニーで業績不振であったエンジニアリングの仕事をたたんだ。そして1879年急死した。ジョン・ピーターは、自分の将来を考えなおす機会を与えられることになった。シドニーに1年間滞在した後、1881年1月5日、ロンドンのスレード美術学校に入学し、3年余りフランス出身の画家アルフォンス・ルグロの下で学んだ。それからパリに出てフェルナン・コルモンの画塾に入り、1年半勉強した。コルモンの画塾でフィンセント・ファン・ゴッホと知り合い、彼の肖像画を描いている。このほか、アンリ・ド・トゥールーズ＝ロートレック、エミール・ベルナールらも同塾生であった。
1883年、終生の友人トム・ロバーツ、ウィリアム・マロニーとともにスペインを旅した。1887年にはシチリア島を訪れている。1888年2月8日、パリでオーギュスト・ロダンのイタリア人モデル・マリアンナ (Marianna Antoinetta Matticco) と結婚した。その年、彼はブルターニュ半島の沖にあるベル＝イル＝アン＝メールに移り住んだ。
ゴッホとの交友関係は続いており、1888年パリからアルルに移ったゴッホは、ラッセルに仕事の進捗状況を知らせるために12枚の素描を送った。ゴッホ死後の1897年、アンリ・マティスは、ベル・イル島のラッセルを訪れ、印象派やゴッホの絵を紹介されて衝撃を受けた。ラッセルはこの時、マティスにゴッホの素描12枚のうち1枚を与えている。マティスは、後に「ラッセルは私の師だった。ラッセルは私に色彩の理論を教えてくれた。」と述懐している。
1908年、妻マリアンナが亡くなると、ベル・イル島を去ってパリに移り、娘で歌手のジャンヌとともに南仏へ向かい、一時イタリアのポルトフィーノに住んだ。1912年6月17日、パリでアメリカ出身の歌手カロリーン (Caroline deWitt Merrill) と再婚した。第一次世界大戦の開戦で、5人の息子がイングランドで連合国軍に加わったのを機に、1915年、自分もイングランドへ戻った。第1次世界大戦が終わると、4番目の息子シウォードとともにニュージーランドへ移った。ここで2年間の滞在中、数々の水彩画を描いた後、シドニーのワトソン湾に行き、舟からの港の風景をしばしば描いた。1930年4月22日、シドニー南東郊のランドウィックで心臓発作により亡くなった。妻と、彼女との間の息子1人、そして最初の結婚で生まれた子供6人が残され、遺産を相続した。

## 作品
初期には肖像画や静物画を描いていたが、次第に海や陸の風景、家庭内の光景を描くようになった。現在、彼は色彩に関する豊富な知識に基づいた色遣いで注目される。ロンドンやパリでの競争を嫌い、ベル・イル島で純粋な色彩の追求に没頭した。
彼の死後は、従姉妹のテア・プロクターが知名度を上げようと努めたが、ほとんど世間からは忘却されてしまった。娘が彼の油彩画21点をルーヴル美術館に遺贈し、現在はパリのロダン美術館に収蔵されている。また、現在、オーストラリアの主要な美術館でも彼の作品を見ることができる。

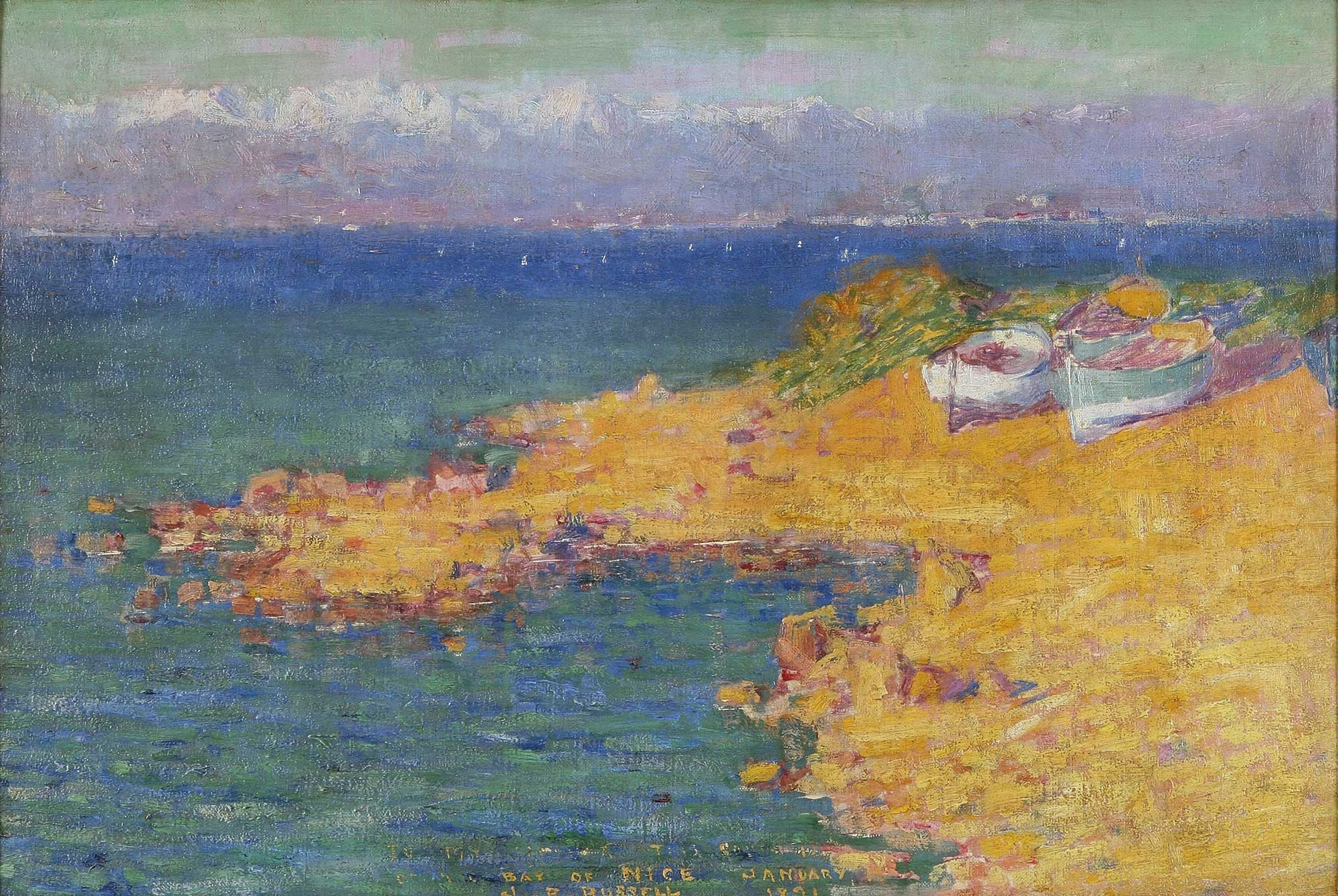
「ニースの湾」1891年1月。油彩、キャンバス・厚紙、36 × 53 cm。私蔵。
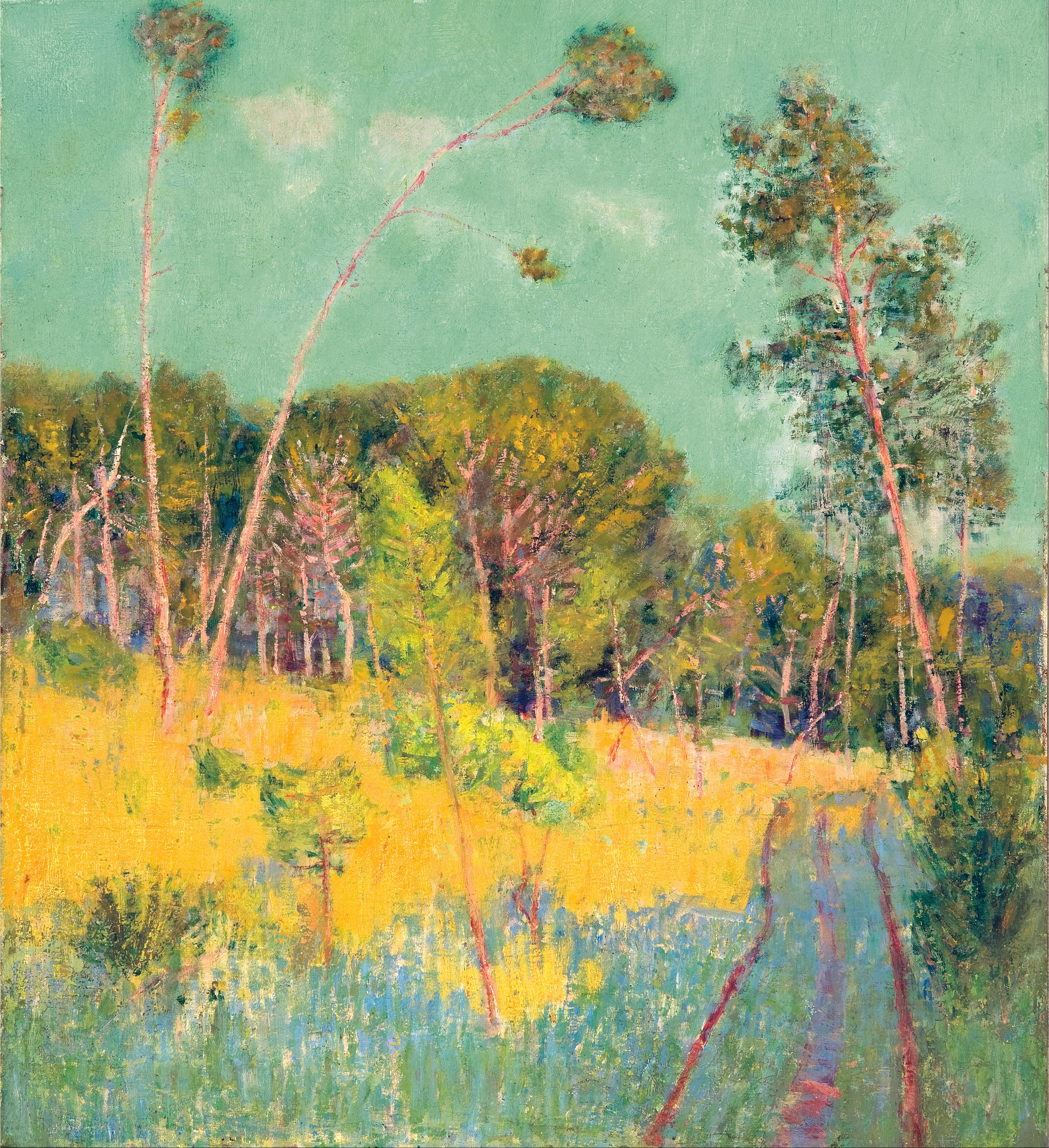
「森の空き地」1891年。油彩、キャンバス、61 × 55.9cm。南オーストラリア美術館
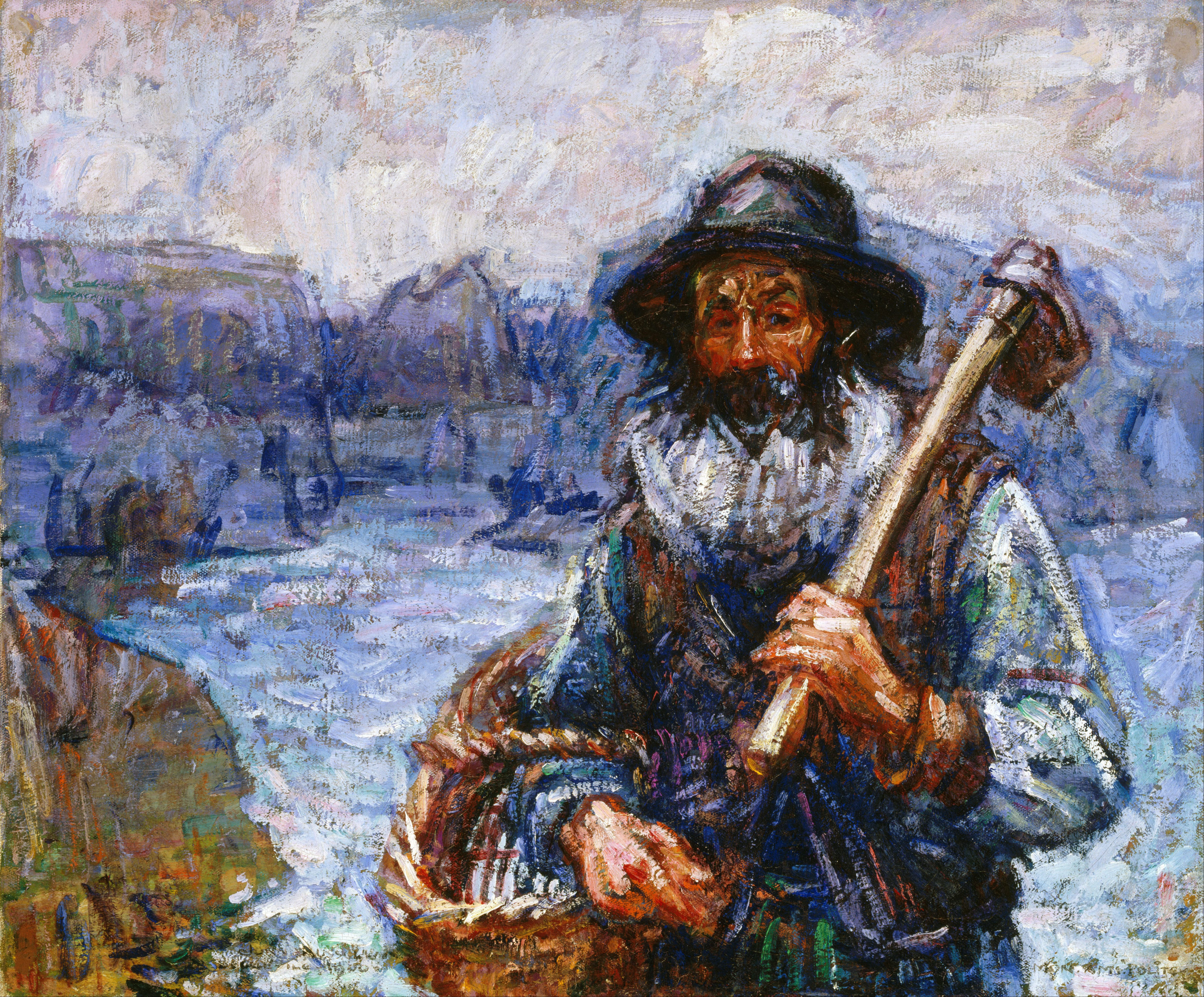
「Mon ami 'Polite」1900年。油彩、キャンバス、 72.4 × 83.3 cm。ニュー・サウス・ウェールズ州立美術館。
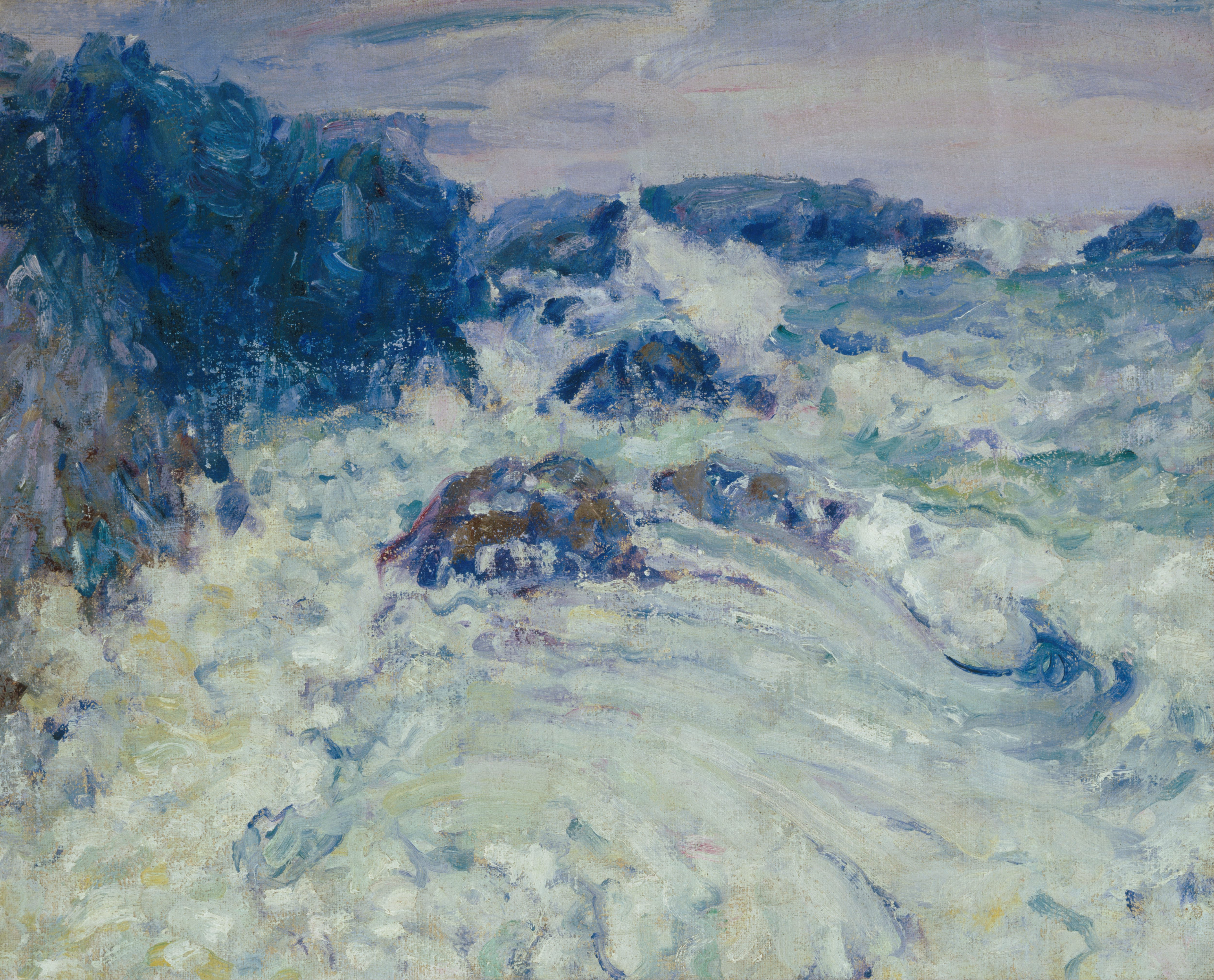
「荒れる海」1900年頃。油彩、キャンバス、83.3 × 98.3 cm。ニュー・サウス・ウェールズ州立美術館。
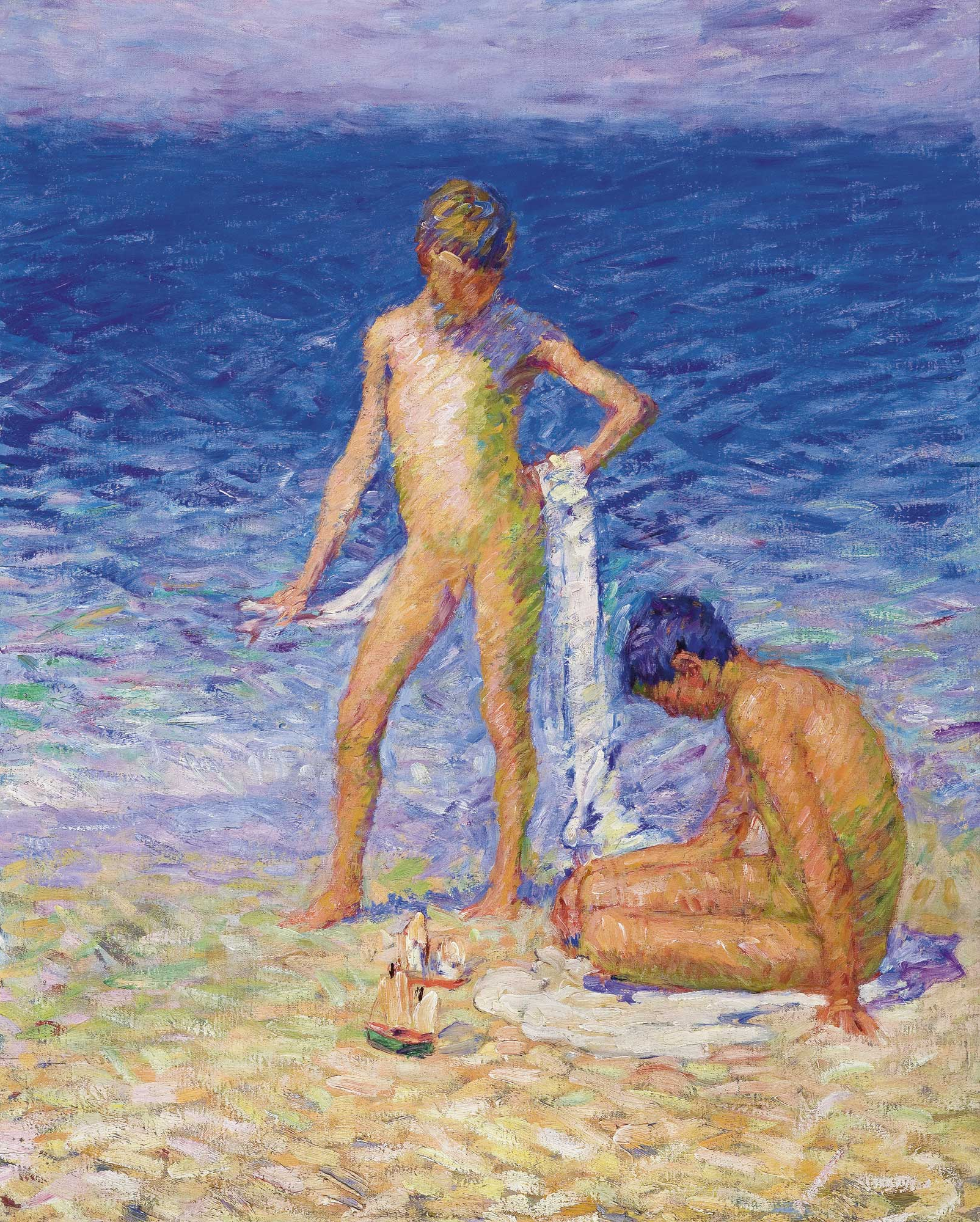
「ベル・イル島の浜辺の少年たち」1900年代初頭。油彩、キャンバス、80 × 63.5 cm。私蔵。